# Mount Arvon
Der Mount Avron ist mit 603 Metern der höchste Punkt des US-Bundesstaates Michigan. Er befindet sich im am Oberen See gelegenen Baraga County, in den Huron Mountains.